# La Côte-aux-Fées
La Côte-aux-Fées – miejscowość i gmina w zachodniej Szwajcarii, w kantonie Neuchâtel.

## Demografia
W La Côte-aux-Fées mieszka 480 osób. W 2021 roku 10,4% populacji gminy stanowiły osoby urodzone poza Szwajcarią. 

## Transport
Przez teren gminy przebiega droga główna nr 149.